# Crom's Techno Works
《CROM'S TECHNO WORKS》는 대한민국의 음악인 신해철이 밴드 N.EX.T 해체 후 음악 유학을 떠났던 영국에서 작업한 그의 세 번째 솔로 앨범이다.
이 앨범은 그 당시 유행하지 않았던 테크노 열풍을 대한민국에 불게 한 기본이 된 앨범이며, 실험적이고 독특한 사운드의 곡들로 구성됐다.
첫 번째 CD에는 과거 작업한 솔로 앨범과 사운드트랙에서 선별하여 테크노 음악으로 리메이크한 버전이 수록됐으며, 두 번째 CD에는 신곡과 그 신곡의 리믹스 버전이 수록되어있다. 또한 앨범 활동 및 홍보를 위해 〈일상으로의 초대〉의 뮤직비디오가 제작되었다.

## 수록곡
전체 작곡: 신해철
- 전체 편곡: 신해철| #  | 제목                                      | 작사·작곡 | 재생 시간 |
| -- | ----------------------------------------- | --------- | --------- |
| 1. | 〈1999〉                                  |           | 7:25      |
| 2. | 〈50 Years After〉 (50년 후의 내 모습)    | 신해철    | 7:23      |
| 3. | 〈Moon Madness: 月狂 (Aphrodiziac ver.)〉 | 신해철    | 5:25      |
| 4. | 〈Jazz Cafe〉 (재즈 카페)                 | 신해철    | 5:00      |
| 5. | 〈Tonite〉 (후회란 말은 내겐 없는 것)     | 신해철    | 6:05      |
| 6. | 〈Letter to Myself〉 (나에게 쓰는 편지)   | 신해철    | 5:32      |
| 7. | 〈Moon Madness (Bedtime Ver.)〉           |           | 5:25      |
| 8. | 〈Shy Boy〉 (설레이는 소년처럼)           | 신해철    | 5:17      |
| 9. | 〈Good Bye〉 (안녕)                       | 신해철    | 5:03      |

| #   | 제목                                                                                   | 작사·작곡 | 편곡   | 재생 시간 |
| --- | -------------------------------------------------------------------------------------- | --------- | ------ | --------- |
| 1.  | 〈It's Alright〉                                                                       | 신해철    |        | 5:20      |
| 2.  | 〈일상으로의 초대〉 (Radio Mix)                                                        | 신해철    |        | 5:24      |
| 3.  | 〈일상으로의 초대〉 (More Beat Mix)                                                    |           | 신해철 | 5:20      |
| 4.  | 〈일상으로의 초대〉 (Extended Mix)                                                     |           | 신해철 | 8:34      |
| 5.  | 〈매미의 꿈 Part 1〉 (나의 시간은 언제쯤 오는가)                                       | 신해철    |        | 3:41      |
| 6.  | 〈매미의 꿈 Part 2〉 (A Long cold winter's sleep)                                      |           |        | 3:30      |
| 7.  | 〈매미의 꿈 Part 3〉 (The Virgin Flight)                                               |           |        | 0:50      |
| 8.  | 〈매미의 꿈 Part 4〉 (매미의 꿈)                                                       | 신해철    |        | 4:58      |
| 9.  | 〈매미의 꿈 Part 5〉 (당신을 위로하고 싶은 마음에서 나온 가벼운 성의)                  | 신해철    |        | 1:10      |
| 10. | 〈매미의 꿈(Crom's flat Mix) Part 1〉 (나의 시간은 언제쯤 오는가)                      |           | 신해철 | 3:41      |
| 11. | 〈매미의 꿈(Crom's flat Mix) Part 2〉 (A Long cold winter's sleep)                     |           | 신해철 | 3:30      |
| 12. | 〈매미의 꿈(Crom's flat Mix) Part 3〉 (The Virgin Flight)                              |           | 신해철 | 0:50      |
| 13. | 〈매미의 꿈(Crom's flat Mix) Part 4〉 (매미의 꿈)                                      |           | 신해철 | 4:58      |
| 14. | 〈매미의 꿈(Crom's flat Mix) Part 5〉 (당신을 위로하고 싶은 마음에서 나온 가벼운 성의) |           | 신해철 | 1:10      |

## 수록곡 관련
CD 1(원곡 수록 앨범)
- 〈1999〉 - 《92 내일은 늦으리》N.EX.T / 1992[주 1]
- 〈Moon Madness〉 - 노땐스 《골든힛트》 / 1996[주 2]
- 〈Jazz Cafe〉, 〈Letter to Myself〉[주 3] - 신해철 2집 《Myself》 / 1991
- 〈Tonite〉[주 4], 〈Shy Boy〉 - 바람부는 날이면 압구정동에 가야한다 (사운드트랙) / 1993
- 〈Good Bye〉 - 신해철 1집 《슬픈 표정하지 말아요》/ 1990

CD 2
- 〈매미의 꿈〉 Part 1~5는 데모 버전이다.
- 트랙 9, 14는 신해철과 남궁연의 역할극 대화이다.

## 참여
이 목록은 해당 앨범의 부클릿 〈staff〉목록에서 발췌하였다.
- 신해철 - 프로듀서, 이그제큐티브 프로듀서, 보컬, 랩, 편곡, 건반, 컴퓨터 프로그래밍, 코러스, 기타, 무그, 녹음·믹싱(신해철 자택 스튜디오)
- Phil Nicholas - 프로그래밍(1999, Moon Madness, Jazz Cafe, Tonite, 나에게 쓰는 편지, Shy Boy, 안녕, It's Alright, 일상으로의 초대)
- Yvette - 공동 작사(영문 작사: `1999`)
- Frank Moad - 색소폰(Moon Madness, Tonite)
- 남궁연 - 피아노(Jazz Cafe), 토크(매미의 꿈 part 5)
- Sue Shin - 목소리/백 보컬(매미의 꿈 part 1)

스탭
- Chris Tsangarides - 프로듀서, 믹싱(Marcus 스튜디오 - 런던)
- Phil Nicholas - 프로듀서, 녹음(Marcus 스튜디오)
- Ian Cooper(Metropolis 스튜디오) - 마스터링
- 전상일(電視工) - 아트 디렉터, 디자인, 비쥬얼 컨셉, 로고 디자인, 사진, 컴퓨터 그래픽, 레이아웃, 글귀(노래 가사 제외)
- Dave Yang - 이그제큐티브 프로듀서(공동)

### 내용주
1. ↑  원곡과 느낌은 얼추 비슷하나, 가사는 전혀 다른 개사된 영어가사이다.
2. ↑  편곡된 버전에서는 원곡의 가사부분 중 한구절인 '나의 마음은 구르는 공 위에 있는 것 같아 때론 살아있는 것 자체가 괴롭지 날 봐 이렇게 천천히 부숴지고 있는데 아주 천천히'란 구절이 삭제되었다.
3. ↑  편곡된 버전 앞부분과 끝부분에서는 원곡에는 없던 내레이션이 추가되었다.
4. ↑  편곡된 버전에서는 원곡에는 후렴구 부분 다음으로 나오지 않았던 가사가 추가되었다.

### 참조주
1. ↑  《Crom's Techno Works》 라이너 노츠